# Cordulegaster charpentieri
Cordulegaster charpentieri là loài chuồn chuồn trong họ Cordulegastridae. Loài này được Kolenati mô tả khoa học đầu tiên năm 1846.